# نظرية بياجيه في التطور المعرفي

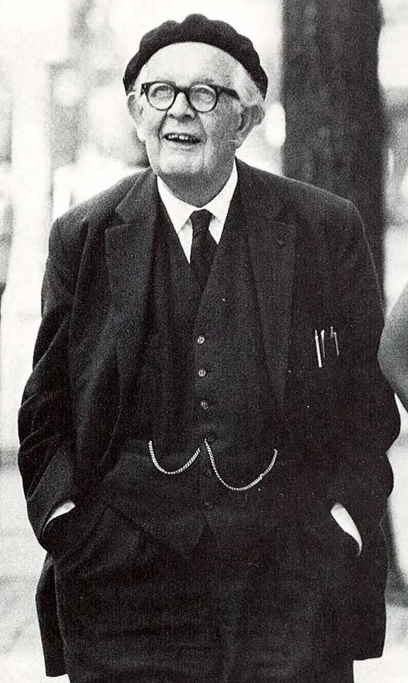
جان بياجيه في مدينة آن أربور

تعتبر نظرية بياجيه في التطور المعرفي ، نظرية شاملة عن طبيعة الذكاء البشري وتطوره. تعرف نظرية بياجيه بشكل رئيسي كنظرية مراحل تطورية.، وتتعامل النظرية مع طبيعة المعرفة بحد ذاتها، وكيف يتقدم البشر تدريجياً في اكتسابها وبنائها واستخدامها.اعتقد جان بياجيه أن مرحلة الطفولة لها دور حيوي وفاعل في تنمية الشخص.
إن التطور المعرفي بنظر بياجيه إعادة تنظيم تصاعدي للعمليات العقلية الناتجة عن النضج البيولوجي والخبرات البيئية. واعتقد أن الأطفال يؤسسون فهماً وإدراكاً حول العالم المحيط بهم كما يؤسسون خبراتٍ متباينةً بين ما يعرفونه أصلاً وما يكتشفونه في بيئتهم، ثم يعدّلون أفكارهم وَفقاً لذلك. وأيضاً؛ فقد ادّعى بياجيه أن التطور المعرفي هو محور الكائن البشري، وأن اللغة تعتمد على المعرفة والفهم المكتسبين من خلال التطور المعرفي.
ويُعد التعليم المرتكز على الطفل و"التعليم المفتوح" تطبيقات مباشرة لآراء بياجيه. ورغم النجاح الكبير لنظرية بياجيه، فإن لها بعض القيود التي أدركها بياجيه نفسه؛ على سبيل المثال، تدعم النظرية مراحل حادة بدلاً من التطور المستمر (ما يعرف بفجوة التباين الأفقي والعمودي).

## طبيعة الذكاء: العملي والمجازي
لاحظ بياجيه أن الواقع نظام ديناميكي من التغيير المستمر، وأنه محدد بالشرطين اللذين يحددان الأنظمة الديناميكية: التحولات والحالات. تشير التحولات إلى جميع ضروب التغيير التي يمكن أن يخضع لها شخص أو شيء ما. بينما تشير الحالات إلى الظروف أو المظاهر التي يجدها الأشخاص أو الأشياء بين التحولات. على سبيل المثال، يمكن أن تتغير الأشياء في الشكل أو الحجم أو الموقع. فعندما يُسكب السائل في وعاء مختلف، يتغير شكله ليتناسب مع الوعاء الجديد، وبالمثل، تتغير خصائص الإنسان مع تقدم العمر. أيضًا، يختلف حجم الطفل وقدرته على الحركة والتوازن مع النمو، حيث يصبح قادراً على المشي والجري بدون سقوط عند وصوله لسن معينة. وهكذا، يرى بياجيه أن الذكاء البشري يجب أن يكون متكيفًا ليمثل الجوانب التحويلية والثابتة من الواقع، يعني الذكاء العملي والمجازي. 
الذكاء العملي مسؤول عن تمثيل وتداول جوانب الواقع الديناميكية والتحوّليّة، .وهو الجانب النشط من الذكاء، وينطوي على جميع الإجراءات، الظاهرة والباطنة، المتخذة لمتابعة أواستعادة أو توقّع تحوّل اهتمام الأشخاص أو الأشياء.
الذكاء المجازي يمثل الجوانب الثابتة من الذكاء، وينطوي على جميع وسائل التمثيل المستخدمة لإبقاء الحالة في الذهن (كالهيئات المتعاقبة أوالأشكال أو المواقع) التي تتخلل التحولات. وهذا يعني أنه ينطوي على الإدراك الحسي والتقليد والتخيلات الذهنية والرسم واللغة. ولذلك، فإن جوانب الذكاء المجازية تستمد معناها من جوانب الذكاء العملية، لأنه يستحيل وجود الحالات بشكل مستقل عن التحولات التي تربط بينها.
حسب بياجيه فهم العالم وتغيير طرق التفكير فيه يستلزم عمليتين أساسيتين هما الإستيعاب والتكيف.

### الاستيعاب والتكيف
خلال دراسته في حقل التعليم، ركز بياجيه على عمليتين، سماهما الاستيعاب والتكيف، بالنسبة لبياجيه، الاستيعاب  يعني عملية ملاءمة المعلومات الجديدة مع المخططات المعرفية الموجودة مسبقا. وإعادة تفسير التجارب الجديدة لتتناسب مع الأفكار القديمة أو تكون مشابهة لها. إنها تظهر عندما يواجه الإنسان معلومات جديدة أو غير مألوفة، حيث يتم الرجوع إلى المعلومات التي تعلمها مسبقا ليجعل المعلومات الجديدة مفهومة. أما التكيف فهو عملية الحصول على معلومات جديدة، من البيئة المحيطة وتحويل المخططات الموجودة مسبقا لتتناسب مع المعلومات الجديدة، هذا يحدث عندما لا يعمل المخطط المعرفي السابق، ويحتاج إلى تعديل كي يتناسب مع المواضيع والأوضاع الجديدة.
يعتقد بياجيه، أنه قد تم برمجة العقل البشري أثناء التطور ليحصل على التوازن من خلال العمليات الداخلية والخارجية عبر الاستيعاب والتكيف.وهما وجهان لعملة واحدة لا يمكن تواجد أحدهما دون الآخر.على سبيل المثال للتعرف على التفاحة (أي استيعابها) يحتاج الفرد إلى ملاحظة شكلها (التكيف)، ويحتاج أيضًا إلى التعرف على حجمها تقريبًا. يزداد هذا التوازن بين الاستيعاب والتكيف مع التطور المعرفي، ويُنتج هذا التوازن في حالة تحقيقه مخططات عقلية تندرج تحت الذكاء العملياتي. أما عندما يهيمن أحدهما على الآخر، فإن ذلك يؤدي إلى تمثيلات تندرج ضمن الذكاء المجازي.

## المراحل الأربعة للتطور
نظرية بياجيه للتطور المعرفي تحدد أربع مراحل للنمو عند الإنسان، المرحلة الحسية الحركية، مرحلة ما قبل العمليات، مرحلة العمليات المحسوسة ومرحلة العمليات المجردة.

### المرحلة الحسية الحركية
المرحلة الحسية الحركية هي المرحلة الأولى من المراحل الأربع في التطور المعرفي و «تمتد من الولادة حتى اكتساب اللغة». في هذه المرحلة يبدأ الرضع تدريجياً بمعرفة وفهم العالم عن طريق تنسيق التجارب الحسية مثل الرؤية والسمع مع التفاعلات الفيزيائية مع الأشياء، مثل الإمساك والامتصاص والمشي. يبدأ الرضع باكتساب معرفة حول العالم من الإجراءات المادية التي يؤدونها. ويتطورون من الأفعال الغريزية وردود الأفعال الانعكاسية عند الولادة إلى بداية التفكير الرمزي نحو نهاية هذه المرحلة.
يتعلم الأطفال أنهم منفصلون عن البيئة. ويستطيعون التفكير في جوانب من البيئة حتى وإن كانت خارج نطاق حواسهم. في هذه المرحلة، وفقاً لبياجيه، يعد تطور مفهوم بقاء الشيء من أهم مكتسبات هذه المرحلة  مفهوم بقاء الشيء هو فهم الطفل بأن الشيء يستمر في الوجود حتى لو لم يكن قادرًا على رؤيته أو سماعه.لعبة الغميضة أو إخفاء الوجه يعد مثالا جيدا على ذلك. في نهاية الفترة الحسية الحركية، الأطفال يطورون فهمًا دائمًا للذات وللأشياء.ويقل اهتمامهم بلعبة الغميضة.

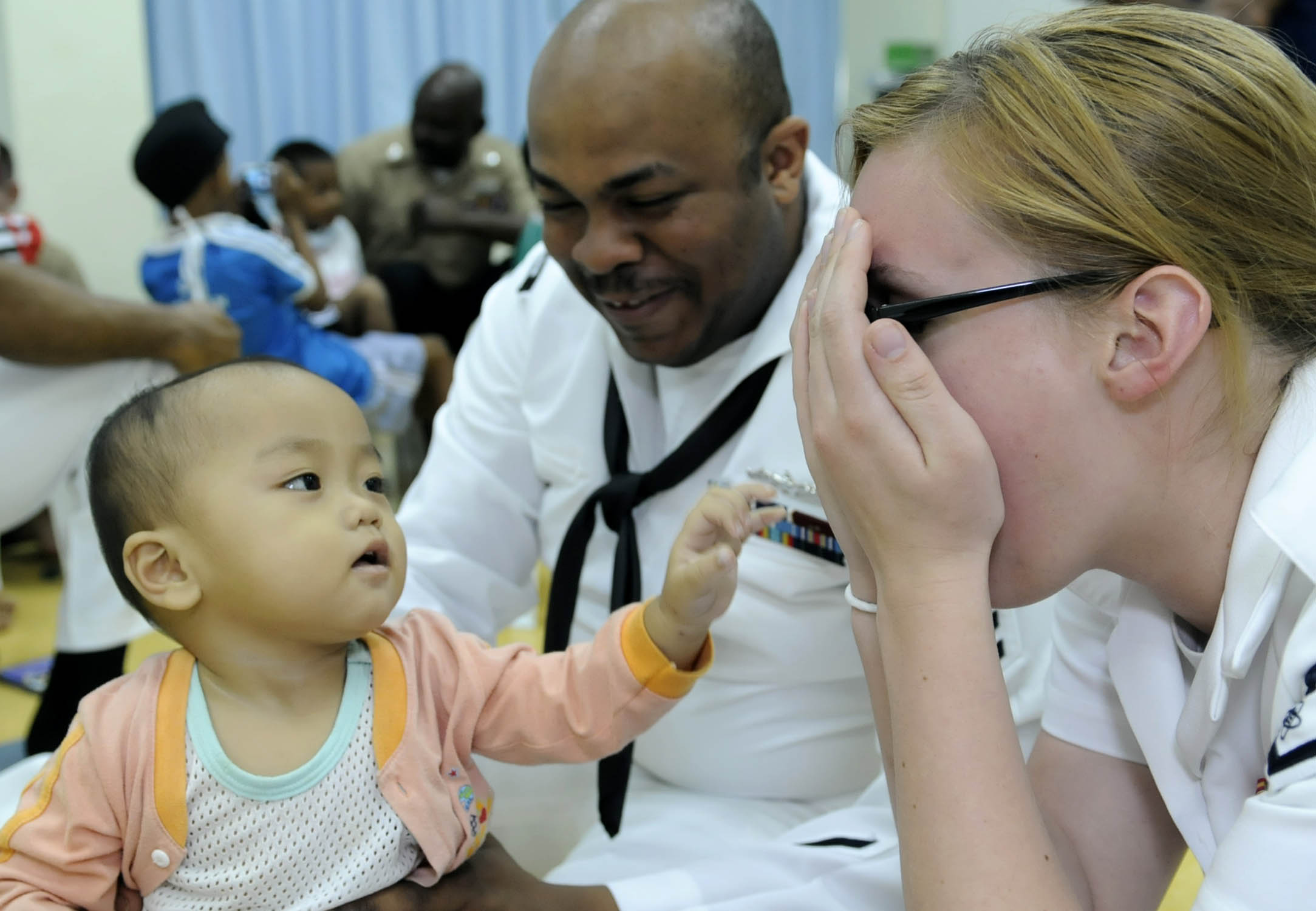
لعبة النظرة الخاطفة مع طفل في جناح الأطفال في مستشفى ليكاس

قسم بياجيه المرحلة الحسية إلى ستة مراحل فرعية.
- ردود الفعل الأولية (0 إلى1 شهر): يستخدم الطفل ردود الفعل الفطرية للتفاعل مع بيئته، مثل مص الأشياء التي توضع في الفم ومتابعة الأشياء المثيرة بالعين والإمساك بالأشياء الموضوعة في راحة اليد.
- ردود الفعل الدائرية الأولية (1 إلى4 أشهر): يبدأ الطفل بتنسيق تصرفاته وتكرار السلوكيات، مثل مص الإبهام.
- ردود الفعل الدائرية الثانوية (4 إلى8 أشهر): يبدأ الطفل باستكشاف بيئته بشكل فعّال من خلال تكرار الأفعال التي تؤدي إلى نتائج مثيرة للاهتمام، مثل هز الخشخيشة لسماع الضجيج.
- تنسيقات المخطط الثانوي (8 إلى12 شهراً):التنسيق بين الرؤية واللمس، أو ما يعرف بالتنسيق بين اليد والعين، إلى جانب تنسيق المخططات والقصدية. حيث تتنمى لدى الطفل القدرة على تنسيق عدة إجراء ات لتحقيق هدف، مثل سحب بطانية لإسقاط لعبة.
- ردود الفعل الدائرية الثالثة (12 إلى18 شهراً): يبدأ الطفل في تجربة أفعال جديدة وملاحظة النتائج، وتعديل السلوكيات لتحقيق تأثيرات مختلفة.
- بداية التفكير الرمزي (18 إلى24 شهراً): تنمي لدى الطفل القدرة على تمثيل الأشياء والأحداث ذهنياً، مما يسمح له بفهم الرموز مثل الكلمات والصور وهذا يمثل بداية الانتقال إلى مرحلة ما قبل العمليات.[19]

### مرحلة ما قبل العمليات
هذه المرحلة تبدأ نحو نهاية السنة الثانية من العمر، عندما يبدأ الطفل في تعلم الكلام، وتستمر حتى سن السابعة. خلال مرحلة ما قبل العمليات لاحظ بياجيه أن الأطفال لا يفهمون المنطق الملموس ولا يستطيعون التلاعب بالمعلومات. ويعتمدون على اللعب والتظاهر، ويواجهون صعوبة في في رؤية الأمور من وجهات نظر مختلفة. يتم تصنيف لعب الأطفال في هذه المرحلة كونه لعبا يعتمد على الرموز ويظهر هذا اللعب من خلال فكرة أن الأحجار تمثل الوجبات الخفيفة، وقطع الورق تمثل الأطباق، والصندوق يمثل الطاولة.
يكون الطفل في مرحلة ما قبل العمليات ذا عمليات ذهنية ضعيفة من الناحية المنطقية. يتمكن الطفل من تشكيل مفاهيم مستقرة بالإضافة إلى اعتماده التفكير السحري. ومع ذلك، لا يزال الطفل غير قادر على أداء العمليات، وهي المهام التي يمكن للطفل القيام بها ذهنياً بدلاً من جسدياً. لا يزال التفكير في هذه المرحلة أنانياً، مما يعني أن الطفل يواجه صعوبة في رؤية وجهة نظر الآخرين. تنقسم المرحلة ما قبل العمليات إلى مرحلتين فرعيتين: المرحلة الفرعية للوظيفة الرمزية، والمرحلة الفرعية للتفكير الحدسي. المرحلة الفرعية للوظيفة الرمزية عندما يصبح الأطفال قادرين على فهم وتمثيل وتذكر وتخيل الأشياء في أذهانهم دون وجود الشيء أمامهم. بينما المرحلة الفرعية للتفكير الحدسي هي عندما يميل الأطفال إلى طرح أسئلة مثل "لماذا؟" و"كيف؟".

#### مرحلة الوظيفة الرمزية
من السنة الثانية إلى الرابعة، يكون الأطفال غير قادرين على معالجة وتحويل المعلومات بطريقة منطقية. ومع ذلك يكون بإمكانهم التفكير في الصور والرموز.ومن القدرات العقلية التي تكون قد تشكلت في هذه المرحلة اللغة ولعب التظاهر. يلعب الأطفال بطريقة رمزية عندما يطورون أصدقاء خياليين أو يلعبون أدوارًا مع أصدقائهم. يصبح اللعب أكثر اجتماعية حيث يقوم الأطفال بتوزيع الأدوار فيما بينهم. تشمل بعض أمثلة اللعب الرمزي مثل اللعب بالبيت، أو إقامة حفلة شاي. نوع اللعب الرمزي الذي يشارك فيه الأطفال مرتبط بمستوى إبداعهم وقدرتهم على التواصل مع الآخرين. بالإضافة إلى ذلك، يمكن أن يكون لجودة لعبهم الرمزي عواقب على تطورهم في المستقبل. على سبيل المثال، الأطفال الصغار الذين يتمتع لعبهم الرمزي بالطبيعة العنيفة يميلون إلى إظهار سلوكيات أقل إيجابية ومن المرجح أن يظهروا ميولًا معادية في السنوات اللاحقة.

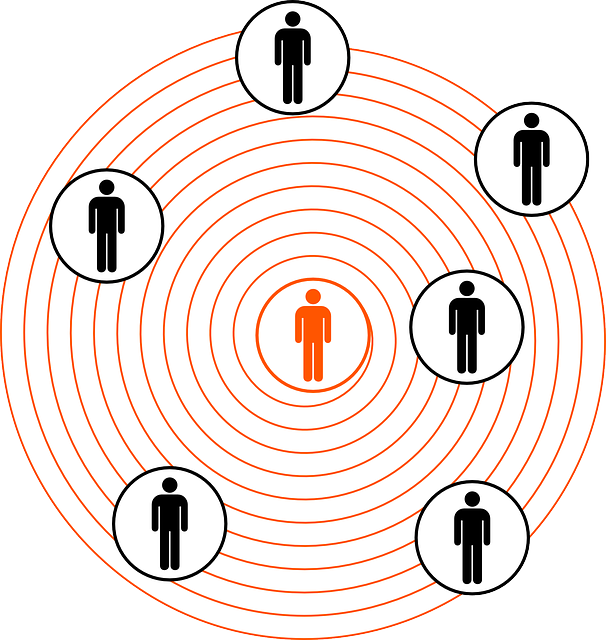
الأنا المركزية

##### من الخصائص المميزة لهذه المرحلة
الأنانية: لا يستطيع الطفل التمييز بين وجهة نظره ووجهة نظر شخص آخر. يميل الأطفال إلى الالتزام بوجهة نظرهم، بدلاً من النظر إلى وجهات نظر الآخرين.
التفكير المسبق: استخدم بياجيه مصطلح "التفكير المسبق" لوصف الطريقة التي يستخدم بها الأطفال في مرحلة ما قبل العمليات أفكارهم أو آرائهم ولتفسير العلاقات بين السبب والنتيجة. تشمل ثلاثة مفاهيم رئيسية من السببية كما تظهر لدى الأطفال في مرحلة ما قبل العمليات: الأنيميزم (اعتقاد أن الأشياء غير الحية قادرة على التصرف ولها صفات حية)، الاصطناع (الاعتقاد بأن خصائص البيئة يمكن أن تُنسب إلى أفعال أو تدخلات بشرية)، والتفكير الانتقائي (الفشل في فهم العلاقات الحقيقية بين السبب والنتيجة). كمثال على ذلك، إذا كان الطفل يسمع نباح كلب ثم ظهر أمامه بالون، فإن الطفل يستنتج أن نباح الكلب سبب لظهور البالون.

#### مرحلة الفكر الحدسي
بين سن الرابعة والسابعة تبدأ مرحلة جديدة من المراحل الفرعية لمرحلة ما قبل العمليات وتسمى بمرحلة التفكير الحدسي، يتغير التفكير من الفكر الرمزي إلى الفكر الحدسي. وتتميز هذه المرحلة "بالاعتماد الأكبر على التفكير  بدلاً من الإدراك فقط". يبدأ الأطفال في التفكير بشكل تلقائي أكثر. خلال هذه المرحلة، يكون هناك شعور متزايد بالفضول والحاجة إلى فهم كيفية عمل الأشياء ولماذا. أطلق بياجيه على هذه المرحلة الفرعية "الفكر الحدسي" لأن الأطفال يبدؤون في تطوير تفكير أكثر منطقية ولكنهم لا يستطيعون تفسير تفكيرهم. لا يزال الفكر خلال هذه المرحلة غير ناضج وتحدث أخطاء معرفية خلاله. يعتمد الأطفال في هذه المرحلة على إدراكهم الذاتي للكائن أو الحدث. تتميز هذه المرحلة بوحدانية التركيز والحفظ وعدم القدرة على عكس العمليات وإدراج الطبقات والاستدلال الانتقالي.
التركيز هو عملية توجيه كل الانتباه إلى خاصية واحدة أو بُعد واحد من الموقف مع تجاهل جميع الخصائص الأخرى. أما مفهوم الحفظ، فيعني الوعي بأن تغيير مظهر المادة لا يُغير من خصائصها الأساسية. الأطفال في هذه المرحلة لا يدركون مفهوم الحفظ ويظهرون سلوك التركيز. يمكن فهم كل من التركيز والحفظ بشكل أفضل من خلال التعرف على تجربة بياجيه.
في هذه التجربة، يقوم الأطفال بمقارنة كأسين متامثلين فيهما نفس كمية السائل. في الغالب يستنتج الأطفال أن كمية السائل متساوية في الكأسين. ولكن إذا تم سكب أحد الكأسين في وعاء أطول فإن الأطفال في السنة السابعة يعتقدون أن الكأس الأطول يحتوي على كمية أكبر(التركيز). ولا يتمكنون من تتبع أن الكمية هي نفسها في الكأسين (الحفظ).
عدم القدرة على عكس العمليات هو مفهوم يتطور في هذه المرحلة ويرتبط ارتباطاً وثيقاً بمفهومي التركيز والحفظ. يشير عدم القدرة على عكس العمليات إلى عدم قدرة الأطفال على عكس تسلسل من الأحداث ذهنياً. في مثال الكأسين، لا يدرك الطفل أنه لو تم عكس التسلسل وسُكب الماء من الكأس الطويلة إلى الكأس الأصلية، فستبقى كمية الماء كما هي. ومن الأمثلة الأخرى على اعتماد الأطفال على التمثيلات البصرية هو سوء فهمهم لمفهومي "أقل من" أو "أكثر من". فعندما تضع صفين يحتويان على نفس عدد القطع أمام طفل، بحيث يكون أحد الصفوف مبعثراً أكثر من الآخر، سيعتقد الطفل أن الصف المبعثر يحتوي على قطع أكثر.
يشير مفهوم إدراج الطبقات صعوبة في تصنيف الأشياء حسب عدة معايير في نفس الوقت. مثلاً، لا يستطيع تصنيف مجموعة من الأزرار حسب اللون والحجم في نفس الوقت. على سبيل المثال، قد يتم عرض صورة على طفلة تبلغ من العمر أربع سنوات تحتوي على ثمانية كلاب وثلاثة قطط. الطفلة تعرف ما هي الكلاب والقطط وتعلم أنهما من الحيوانات. ولكن عند سؤالها، "هل هناك عدد أكبر من الكلاب أم الحيوانات؟" من المرجح أن تجيب "الكلاب أكثر". يعود ذلك لصعوبة تركيزها على الفئتين الفرعيتين والفئة الأكبر في نفس الوقت. قد تتمكن من رؤية الكلاب ككلاب أو كحيوانات، لكنها تجد صعوبة في تصنيفها كليهما، بشكل متزامن.
الاستدلال الانتقالي عدم القدرة على بناء سلاسل منطقية من العلاقات. يفتقر الأطفال في المرحلة ما قبل العملياتية إلى هذا النوع من المنطق. على سبيل المثال، إذا قُدمت للطفل معلومات تفيد بأن "أ" أكبر من "ب" وأن "ب" أكبر من "ج"، فقد يجد الطفل صعوبة في فهم أن "أ" أيضًا أكبر من "ج".

### مرحلة العمليات المحسوسة
تحدث المرحلة العملياتية الملموسة بين سن 7 و11 سنة. تتميز هذه المرحلة بظهور العمليات المنطقية، حيث يصبح تفكير الطفل أقل اعتمادًا على الإدراك وأكثر تركيزًا على المنطق. يصبح الأطفال في هذه الفترة قادرين على فهم مهام الحفظ ، ويستطيعون التركيز على عدة جوانب من المثير، وهي القدرة المعروفة بـ"الإبتعاد عن المركز" فلا يكون التفكير متمركزا حول الذات. ومع بداية العمليات الملموسة، يتمكن الأطفال من مفهوم "القابلية للعكس"، وهي الفكرة التي تفيد بأن التحولات في المثير يمكن أن تُعكس. على سبيل المثال، يتعلم الأطفال أن كرة من الصلصال تحولت إلى حبل طويل ورفيع يمكن أن تعود إلى شكل الكرة مرة أخرى.

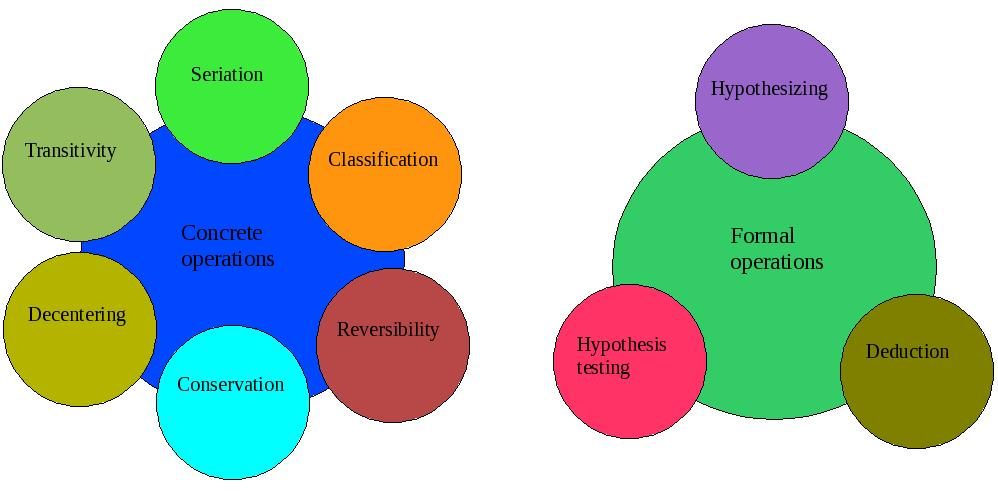
العمليات عند بياجيه

### مرحلة العمليات المجردة
المرحلة الأخيرة في نظرية بياجيه للتطور المعرفي تُعرف بمرحلة العمليات المجردة (وتبدأ في سن 11 وتنتهي حوالي سن 15). في هذه المرحلة، يصبح الطفل قادرًا على التفكير الافتراضي والاستدلال الاستنتاجي. يتعلم الأفراد في هذه المرحلة التفكير في مفاهيم مجردة ومعالجة فرضيات.
خلال هذه المرحلة، يُصبح "الاستدلال الافتراضي الاستنتاجي" مهمًا؛ حيث يتعامل هذا النوع من التفكير مع حالات افتراضية غير حقيقية دائمًا، ويُعتبر ضروريًا في العلوم والرياضيات.
تشمل السمات المميزة لهذه المرحلة:
الفكر المجرد: يبدأ الأفراد في التفكير في النتائج والاحتمالات المستقبلية لتصرفاتهم، بعكس المراحل السابقة التي يكون التفكير فيها أكثر تركيزًا وتحديدًا.
ما وراء المعرفة : القدرة على التفكير حول كيفية التفكير، والتي تمكّن المراهقين والبالغين من مراقبة وتقييم عملياتهم الفكرية.
حل المشكلات: يتميز بالقدرة على استخدام التجربة والخطأ لحل المشكلات، واستعمال التفكير المنهجي لحل المشكلات بطرق منطقية ومنهجية.
الاستدلال الاستنتاجي: يميل الأطفال في مرحلة المدرسة الابتدائية إلى استخدام الاستدلال الاستقرائي، أي استخلاص استنتاجات عامة من تجارب شخصية وحقائق معينة. بينما يتعلم المراهقون استخدام الاستدلال الاستنتاجي من خلال تطبيق المنطق لاستخلاص نتائج معينة من مفاهيم مجردة.
ومع ذلك، أظهرت الأبحاث أن ليس كل الأشخاص في جميع الثقافات يصلون إلى مستوى العمليات الشكلية، وحتى من يصلون إليها، لا يستخدمونها في جميع جوانب حياتهم.